# Ergolz
Die Ergolz ist der 30 Kilometer lange Hauptfluss des Baselbiets. Sie fliesst vorwiegend durch den Schweizer Kanton Basel-Landschaft, einzig der oberste Abschnitt und der Mündungsbereich liegen teilweise im Kanton Solothurn bzw. im Kanton Aargau. Sie entspringt im Faltenjura am Fuss der Geissflue an der Grenze der Gemeinden Oltingen (BL) und Kienberg (SO) und mündet zwischen Augst (BL) und Kaiseraugst (AG) in den Rhein.

## Name
Die ersten schriftlichen Belege sind Erchenzen (1337), Ergentz oder Ergenzen. Erst ab 1487 tauchen Schreibformen mit -l- auf. Mundartlich: Äärgolz, Ägerze, Ägeze. Erzenberg bzw. Ärzeberg bei Liestal bedeutet "Ergolzberg". Zugrunde liegt keltisch Argantia mit der Bedeutung "die Glänzende". Argantia ist verwandt mit lateinisch argentum "Silber".

## Geographie

### Verlauf
Die Ergolz entwässert den gesamten östlichen Teil des Kantons Baselland; das westliche davon liegende Birstal liegt an der Birs, die etwa neun Kilometer unterhalb der Ergolz in den Rhein mündet.
Das Einzugsgebiet der Ergolz entspricht den Bezirken Liestal, Sissach und Waldenburg. Der Fluss entspringt auf ungefähr 830 m ü. M. auf der Kantonsgrenze von Baselland (Oltingen) und Solothurn (Kienberg) und weniger als einen Kilometer entfernt vom nächsten Punkt des Kantons Aargau. Die Quellbäche liegen in den Bergweiden des Weilers Bärenacker und sammeln sich bei Wägenstett, von wo aus der Bergbach durch ein schmales bewaldetes Tal, teilweise unter der Verbindungsstrasse eingedolt, gegen Nordwesten nach Oltingen fliesst. In diesem Dorf ist die junge Ergolz abschnittsweise bei mehreren Häusern in einen unterirdischen Kanal gelegt.
Der Bach durchquert die vom Tafeljura geprägte Landschaft in einem zunehmend tieferen Tal und überwindet auf dem Gebiet der Gemeinde Anwil eine niedrige Geländestufe in einem Wasserfall, so wie es auch bei mehreren kleinen Seitenbächen der Fall ist. Unterhalb des Dorfes sind im engen Tal der Obere und der Untere Talweiher angelegt. Talauswärts erreicht die Ergolz  die Mühlematt von Rothenfluh und kurz danach mündet in diesem Dorf von rechts der Dübach ein. Nordwestlich von Rothenfluh weitet sich das Tal zu einer Mulde von einem Kilometer Breite. Am Weiler Säge vorbei, wo ihr von rechts das Lähnenbächli zufliesst, erreicht die Ergolz die Sagimatt und das Dorf Ormalingen, das sie auf der südlichen Talseite unter dem Kirchhügel und am Bergfuss der Flue umfliesst. In weiten Schlingen passiert sie das Gewerbequartier zwischen Ormalingen und Gelterkinden und fliesst, unter der Kantonsstrasse eingedolt, unter dem grossen Bahnviadukt der Hauensteinlinie in dieses Dorf.
In Gelterkinden, einem Regionalzentrum des Oberbaselbiets, fliessen ihr von links der Eibach, der von Zeglingen kommt und einen fast gleich langen Bachlauf wie der Oberlauf der Ergolz hat, sowie von links das Rickenbächli zu. Auf der Südseite um die Ortschaft Böckten und erneut die Kantonsstrasse und den Bahndamm und kurz danach die Sissacher Umfahrungsstrasse unterquerend erreicht die Ergolz in westlicher Richtung fliessend die grosse Siedlung von Sissach, dem zweiten regionalen Zentrum. Am Ortsrand nimmt sie von links den Homburgerbach auf, der an der Nordrampe des Unteren Hauensteinpasses entspringt, und im Dorfzentrum den ebenfalls von Süden kommenden Diegterbach, der unterhalb von Eptingen aus vier grösseren Quellbächen entsteht. Die Quelle des am weitesten im Süden liegenden Leisibach liegt wenig unterhalb der Belchenfluh. Bei Gelterkinden überqueren elf Brücken und Stege die Ergolz.
Das inzwischen zum kleinen Fluss gewordene Gewässer fliesst am Rande des Gemeindegebiets von Sissach unter dem Autobahnviadukt der A2 hindurch und wird von da an über mehrere Kilometer von der Talautobahn A22 begleitet. Die Ergolz fliesst durch die dicht zusammenhängenden Siedlungsgebiete von Itingen und Lausen nach Liestal, der Hauptort des Kantons. Bei Itingen münden das Talbächli und bei Lausen drei kleinere Seitenbäche ein. In Liestal erreichen die Frenke, deren südlichster Quellbach am Helfenberg im südlichsten Bereich des gesamten Einzugsgebiets der Ergolz entspringt, der Orisbach sowie der Röserenbach den Hauptfluss. Im Talboden bei Liestal zweigen von alters her Gewerbekanäle vom Flusslauf ab, den hier 14 Brücken und Stege überqueren.
Der Unterlauf der Ergolz liegt auf einer fast geraden Linie in nahezu nördlicher Richtung zwischen Frenkendorf und Pratteln auf der linken Seite und Füllinsdorf auf der rechten Seite. Nördlich von Frenkendorf mündet der vom Adlerhof kommende Hülftenbach, an dessen rechter Seite die Hülftenschanz liegt, in den Fluss. Der Abschnitt kurz vor der Mündung in den Rhein liegt in Augst und unterhalb des ehemaligen Siedlungsgebiets von Augusta Raurica. Kurz bevor die Ergolz den Rhein erreicht, fliesst ihr von rechts noch der Violenbach zu. Ab diesem Punkt bildet die Ergolz auf einer Länge von etwa vierhundert Metern die Kantonsgrenze des Baselbiet und des Kantons Aargau zwischen den Ortschaften Augst und Kaiseraugst.
Der Mündungsabschnitt der Ergolz am linken Ufer des Hochrheins befindet sich im Staubereich des unmittelbar westlich davon liegenden Kraftwerks Augst-Wyhlen. Links der Einmündung liegt vor der oberen Einfahrt in die Schiffsschleuse des Kraftwerks die Anlegestelle Augst. Bei der Mündung in den Rhein überquert die Kraftwerkstrasse die Ergolz.

### Einzugsgebiet
Das Einzugsgebiet der Ergolz ist 301,25 km² gross und besteht zu 43,6 % aus Bestockter Fläche, zu 45,1 % aus Landwirtschaftsfläche, zu 11,1 % aus Siedlungsfläche, zu 0,2 % aus Gewässerfläche und zu 0,1 % aus unproduktiven Flächen.
Die Flächenverteilung
Die mittlere Höhe des Einzugsgebietes beträgt 567 m ü. M., die minimale Höhe liegt bei  256 m ü. M. und die maximale Höhe bei 1156 m ü. M.

### Zuflüsse
In die Ergolz münden die grösseren Zuflüsse Eibach, Homburgerbach, Diegterbach, Frenke, Orisbach, Röserenbach und Violenbach.
Zuflüsse der Ergolz von der Quelle zur Mündung mit
Name, orographische Richtung, Länge in km, Einzugsgebiet in km² und Mittlerer Abfluss (MQ) in m³/s
- Oltschürbächli (links), 0,6 km
- Mühlibächli(links), 0,2 km
- Weiermattbächli (links), 0,2 km
- Bruggacherbächli (rechts), 0,8 km
- Bilisingenbächli (rechts), 0,6 km
- Hinteres Almetbächli (rechts), 0,1 km
- Vorderes Almetbächli (rechts), 0,1 km
- Dalcherbächli (links), 0,1 km
- Löracherbächli (rechts), 0,1 km
- Lochmattbächli (links), 0,3 km
- Wolflochbächli (links), 0,5 km
- Hintermattbächli (rechts), 0,9 km, 1,41 km²
- Oltwegbächli (rechts), 0,7 km
- Chörberbächli (links), 0,5 km
- Dübach (rechts), 3,4 km, 5,24 km²
- Isletenbächli (links), 0,8 km
- Lähnenbächli (rechts), 2,1 km, 2,6 km²
- Weiherbächli (links), 2,1 km, 1,75 km²
- Hemmikerbach (rechts),2,8 km (mit Seebächli 3,5 km), 4,69 km²
- Chilchmattbächli (links), 0,4 km
- Händschenmattbächli (rechts), 1,7 km, 1,56 km²
- Hintergrabenbächli (rechts), 0,7 km,
- Tschuppisbächli (rechts), 0,3 km
- Marenbächli (rechts), 0,5 km

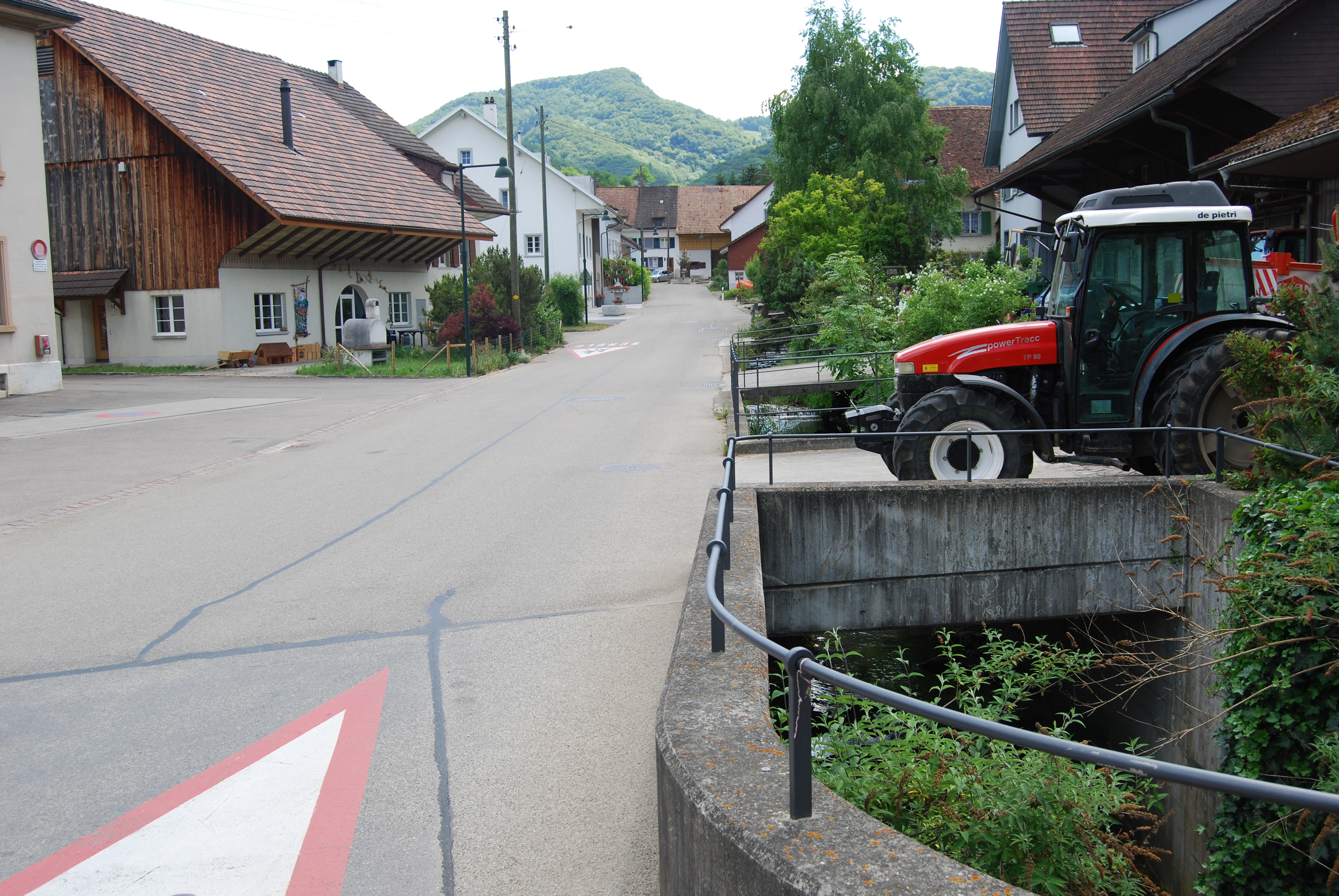
Eibach

- Eibach (links), 12,5 km, 28,8 km², 0,44 m³/s
- Rickenbächli (Cholmattbächli[10]) (rechts), 2,9 km (mit Cholmattbächli 3,4 km), 4,97 km²
- Rorbächli (links), 0,8 km
- Ischlagbächli (links), 0,2 km
- Lambergbächli (links), 0,1 km
- Eibächli (rechts), 0,9 km
- Hinterdorfbächli (rechts), 0,9 km
- Rebacherbächli (rechts), 0,2 km

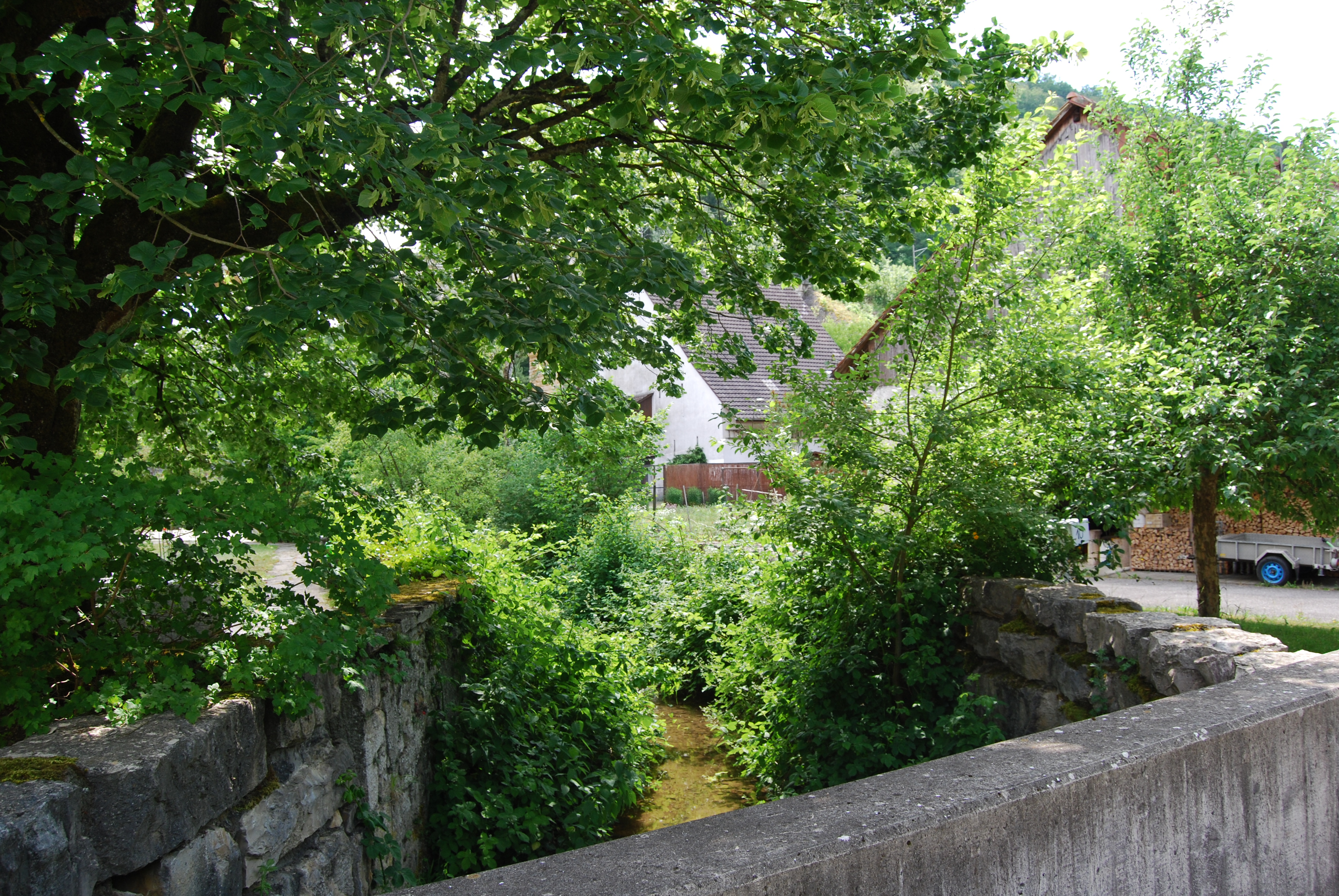
Homburgerbach

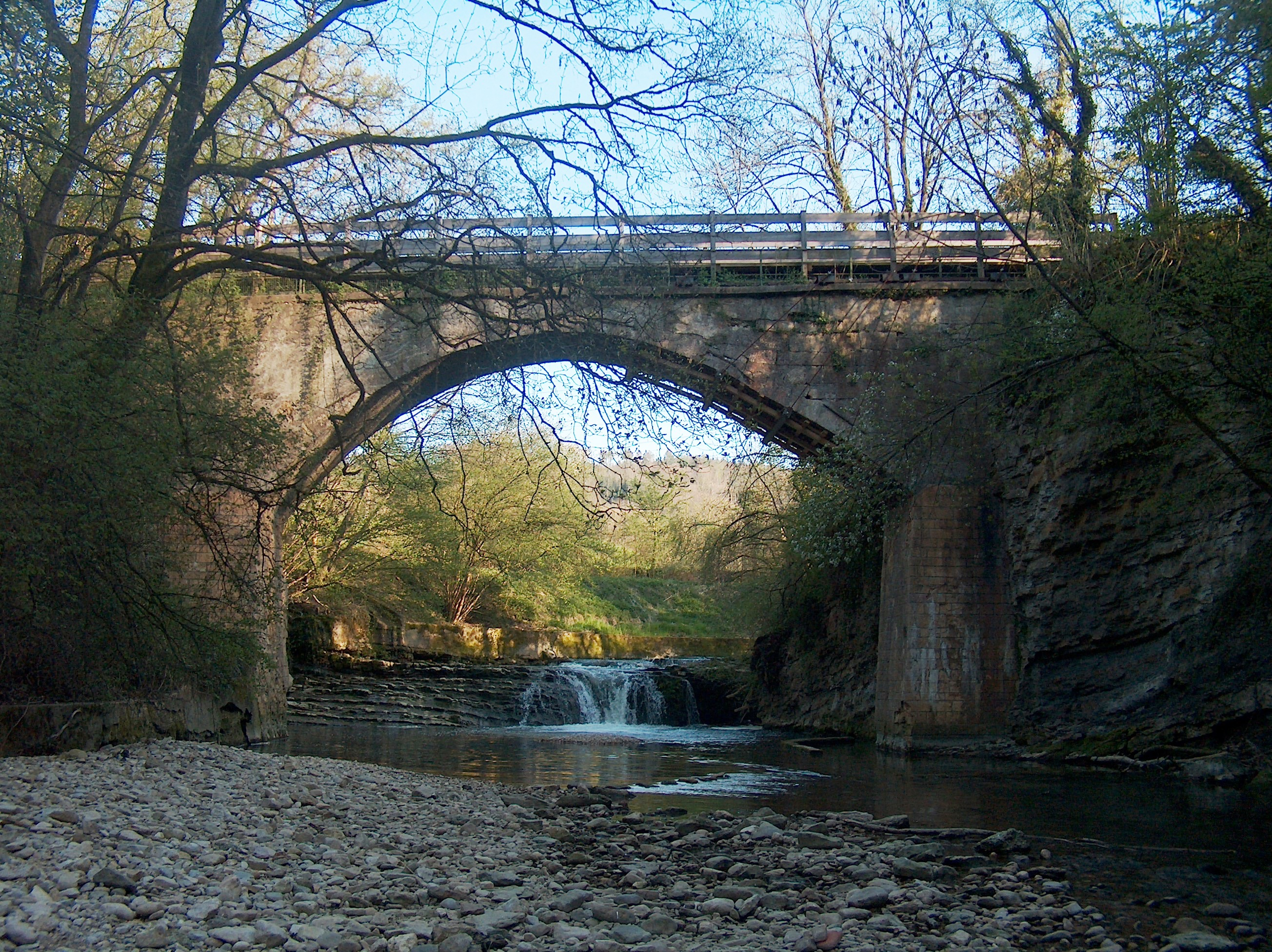
Frenke

- Homburgerbach (links), 12,0 km, 30,4 km², 0,47 m³/s
- Isletenbächli (rechts), 1,6 km
- Diegterbach (links), 13,0 km, 30,8 km², 0,46 m³/s
- Böschmattbächli (rechts), 0,2 km
- Brunnmattbächli (Grimstenbächli[10]) (rechts), 1,2 km (mit Grimstenbächli 2,0 km), 2,43 km²
- Weiermattbächli (rechts), 0,2 km
- Lichsbächli (links), 0,5 km
- Talbächli (Wolfgrabenbächli[10]) (links), 2,4 km (mit Wolfgrabenbächli 2,8 km), 1,81 km²
- Atlistenbächli (rechts), 1,3 km
- Edletenbächli (rechts), 1,2 km
- Buechholdenbächli (links), 2,6 km
- Furlenbächli (links), 2,2 km
- Chirchbergbächli (rechts), 0,2 km
- Windentalbächli (rechts), 1,2 km
- Frenke (links), 18,7 km, 88,4 km², 1,31 m³/s
- Vogelsangbächli (rechts), 0,4 km
- Orisbach (links), 9,0 km, 20,8 km², 0,32 m³/s

- Weidelibächli (rechts), 0,5 km

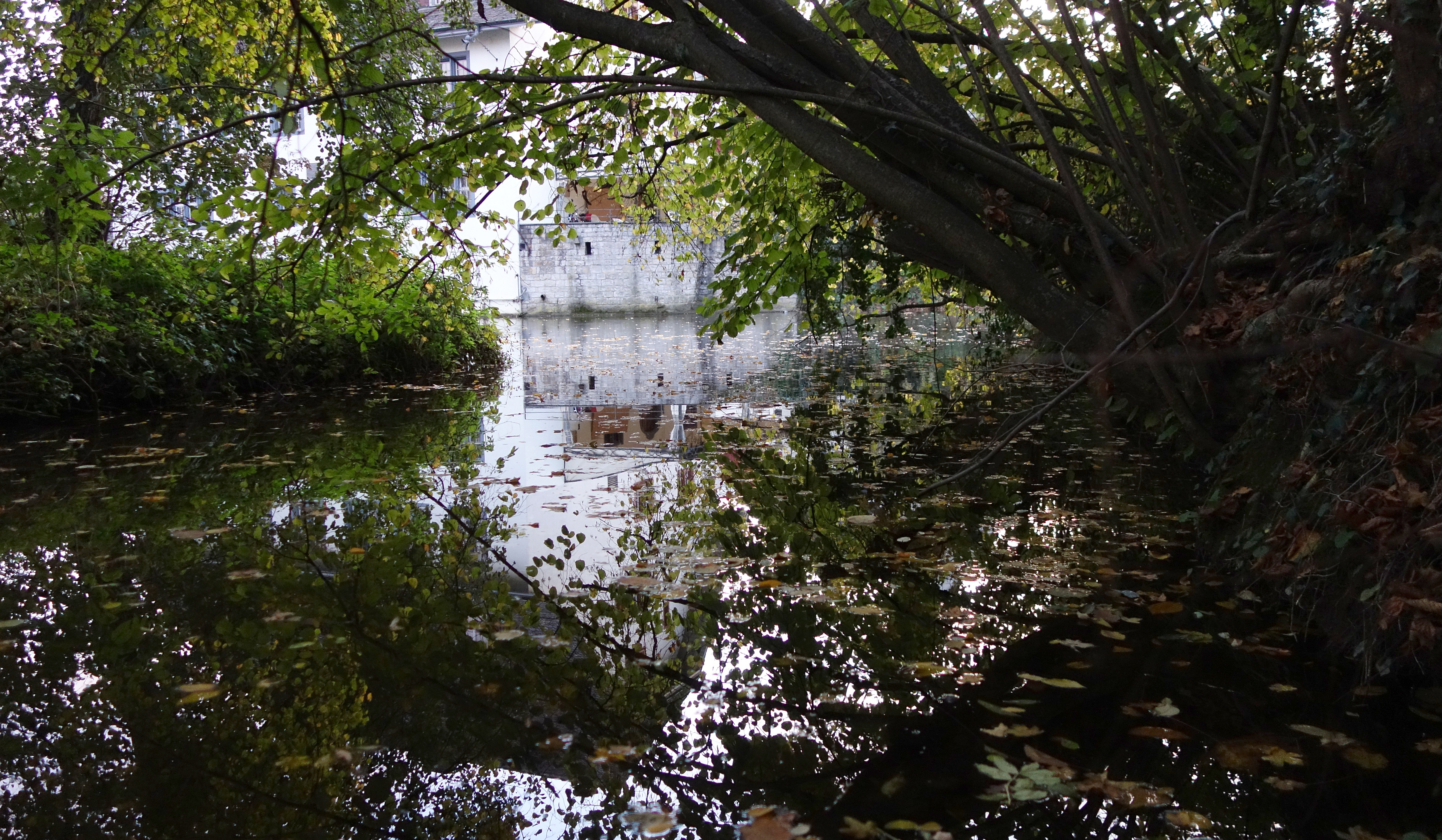
Violenbach

- Röserenbach (links), 5,2 km, 7,47 km², 0,11 m³/s
- Elbisbächli (rechts), 1,6 km
- Röschgrabenbächli (rechts), 1,1 km
- Hölftenbächli  (Weiherbächli[10]) (links), 1,9 km, 2,6 km²
- Ruschenbächli (rechts), 2,3 km, 1,57 km²
- Violenbach (rechts), 8,0 km, 16,4 km², 0,26 m³/s

## Messdaten
Seit 1934 wird in Liestal der Pegelstand und die Abflussmenge der Ergolz gemessen. In diesen mehr als 70 Jahren flossen dort durchschnittlich 3,73 m³/s in Richtung Rhein. Im Jahre 2006 führte der Fluss durchschnittlich 5,63 m³/s. Die Extremwerte, welche die Messstation seit Beginn der Messungen ermitteln konnte, sind 0,1 m³/s (1947), respektive 155 m³/s (1999).

## Geschichte
Der Fluss diente der römischen Stadt Augusta Raurica zur Trinkwasserversorgung. Dazu wurde ein gemauerter unterirdischer Aquädukt mit der Wasserfassung oberhalb von Liestal gebaut. Der Kanal ist noch heute stellenweise zu besichtigen und begehbar (im Heidenloch in Liestal sowie nordöstlich der Kläranlage in Füllinsdorf).
Seit dem Mittelalter lagen in mehreren Ortschaften Wasserwerke am Fluss beziehungsweise an abgeleiteten Gewerbekanälen. Bis im 19. Jahrhundert oder im frühen 20. Jahrhundert bestanden die historischen Mühlen und Sägewerke. Bei Liestal entwickelte sich am Kanal unterhalb der Stadt das Gewerbequartier Gestadeck. Die noch heute in Betrieb stehende Sagi von Oltingen wurde 1826 an der Stelle einer älteren Mühle errichtet. Die um 1700 erbaute Säge von Rothenfluh besass im 19. Jahrhundert auch eine Schleife, Öle und Gipsmühle. Die Obere Mühle von Gelterkinden ist bereits im Jahr 1372 erwähnt, die Mühle von Sissach 1323. Im Jahr 1571 entstand eine Papiermühle bei Lausen.
Der im 20. Jahrhundert zunehmenden Wasserverschmutzung der Ergolz wurde ab 1960 mit dem Bau mehrerer Kläranlagen entgegengewirkt.

## Brücken

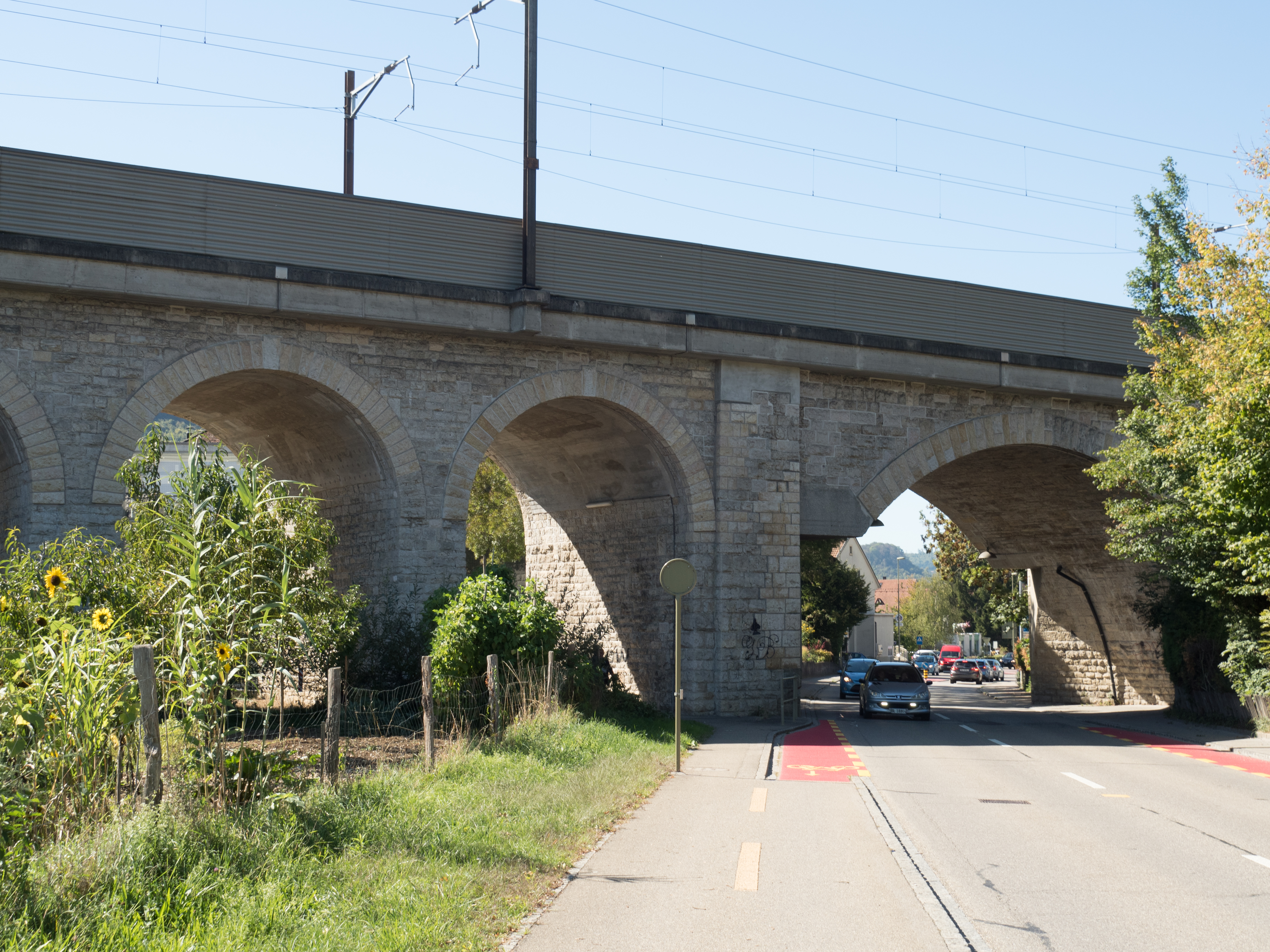
SBB-Viadukt über die Ergolz, Gelterkinden BL

Auf ihrem Weg wird die Ergolz von über 100 Brücken überspannt.
Drei historische Steinbogenbrücken aus dem 19. Jahrhundert befinden sich in Rothenfluh (Ergolzbrücke Im Weier «Römerbrücke») und Sissach (Rheinfelder-Brücke «Zollbrücke» und Allmend-Brücke). Drei gedeckte Holzbrücken überqueren den Fluss, zwei in Sissach und eine in Augst.
Zwischen Ormalingen und Böckten wird der Fluss von der Hauptstrasse 309 sechsmal überquert. Zwischen Böckten und Liestal wird der Fluss von der Hochleistungsstrasse A22 sechsmal überquert.
Drei Eisenbahnbrücken überspannen den Fluss, d. h. die Hauensteinstrecke in Gelterkinden und Böckten sowie die Bözbergstrecke in Kaiseraugst – Augst.